# Condado de Villapaterna
El condado de Villapaterna es un título nobiliario español creado por el Rey Fernando VI, mediante Real Decreto del 16 de enero y Real Despacho del 13 de noviembre de 1746, en favor de Antonio de Pando y Bringas, ministro honorario del Consejo Supremo de Hacienda y de la Real Junta de Abastos, caballero de la Orden de Calatrava.
El concesionario era hijo de Antonio de Pando y Hernáiz y de Francisca de Bringas y de la Peña, naturales los tres de la parroquia de San Miguel de Ahedo en el valle de Carranza y partido de Valmaseda, en las Encartaciones de Vizcaya. El linaje era originario del barrio y parroquia de San Juan de Pando en el inmediato valle de Trucios, donde aún existe la torre de Pando, que data del siglo XV.
La denominación de Villapaterna alude a un palacio edificado por el concesionario en el lugar y municipio de Paterna, actual provincia de Valencia. Este solar permaneció vinculado al título durante el Antiguo Régimen, y hoy es casa consistorial. Pese a su relación con el reino de Valencia, el condado de Villapaterna es título de Castilla.

## Lista de condes de Villapaterna
|                          | Titular                                               | Periodo                  |
| Creación por Fernando VI | Creación por Fernando VI                              | Creación por Fernando VI |
| ------------------------ | ----------------------------------------------------- | ------------------------ |
| I                        | Antonio de Pando y Bringas                            | 1746-1761                |
| II                       | Francisco de Paula de Pando y Pando                   | 1761-1799                |
| III                      | Carlos Francisco de Paula de Pando y Álava Dávila     | 1800-1830                |
| IV                       | Manuel de Pando y Fernández de Pinedo                 | 1830-1862                |
| V                        | Honorio de Samaniego y Pando                          | 1862-1917                |
| VI                       | Manuel Álvarez de Toledo y Samaniego                  | 1917-1927                |
| VII                      | José Ignacio Álvarez de Toledo y Mencos               | 1927-1979                |
| VIII                     | José Carlos Álvarez de Toledo y Gross                 | 1980-2000                |
| IX                       | Francisco de Borja Álvarez de Toledo y Marone-Cinzano | 2001-hoy                 |

## Historia genealógica
El padre del concesionario fue
- Antonio de Pando y Hernáiz, nacido en San Miguel de Ahedo el 2 de noviembre de 1641, hijo de Juan de Pando y Lasarte, que nació en el mismo lugar el 20 de julio de 1613, y de Catalina Hernáiz y Santibáñez, nacida el 20 de junio de 1612 en San Juan de Pando, donde casaron el 6 de agosto de 1639; nieto de Juan de Pando y Lavarrieta y de María de Lasarte, que casaron en Ahedo el 8 de septiembre de 1609.

Casó en San Miguel el 29 de noviembre de 1665 con Francisca de Bringas y de la Peña, que fue bautizada en la misma iglesia el 20 de enero de 1637 y testó en su casa de Ahedo el 10 de enero de 1690 ante Tomás de Cobillas. Hija de Domingo de Bringas y de los Heros, regidor del valle de Carranza en 1661, que testó en Ahedo el 27 de diciembre de 1661, y de María de la Peña, que casaron el 4 de mayo de 1636.
Tuvieron por hijos a
1. Pedro de Pando y Bringas, natural de San Miguel de Ahedo y síndico del valle en 1726, que fue bautizado el 31 de julio de 1667 y casó el 4 de junio de 1692 con Francisca de Sabugal y de los Heros, de igual naturaleza, bautizada el 26 de septiembre de 1663, hija de Felipe de Sabugal y de los Heros, que fue bautizado en San Miguel el 5 de mayo de 1630 y testó en el mismo lugar el 15 de marzo de 1661 ante Antonio de Cobillas, y de Francisca de los Heros y del Cubillo, bautizada el 1.º de noviembre de 1625 en la misma iglesia, donde casaron el 9 de enero de 1656. Fueron padres de
  1. Antonio de Pando y Sabugal, caballero de Calatrava,[3] secretario del Rey Carlos III,[4] natural de San Miguel de Ahedo, que fue bautizado el 3 de diciembre de 1700 y testó en Madrid el 12 de diciembre de 1761. Casó en Madrid el 10 de febrero de 1732 con Josefa Tomasa de Pando y González de Bárcena, su prima carnal, a quien más abajo se filiará, y tuvieron por hijos a
    1. Francisco de Paula de Pando y Pando, que seguirá como II conde de Villapaterna, y a
    2. José Francisco de Pando y Pando, que nació el 17 de marzo de 1743 en Madrid, donde casó dos veces: primera el 26 de noviembre de 1763 con Bonifacia de Quintana y Pando, su tía segunda (hija de María de Pando y Bringas), y en segundas nupcias el 24 de marzo de 1776 con Ignacia de Otamendi, nacida en Madrid el 1.º de agosto de 1749 y finada el 7 de diciembre de 1828, hija de Andrés de Otamendi y Aramburu, caballero de Calatrava, secretario de la Cámara de Castilla, natural de Villafranca de Ordicia, y de Juliana Calderón de la Barca y Perea, que lo era de Orgaz. Con descendencia. Fue nieto suyo el también calatravo José María de Pando y Saavedra.[5]

  2. Y María de Pando y Sabugal, mujer de Diego de Santibáñez.
2. Diego de Pando y Bringas, que nació en San Miguel de Ahedo el 30 de abril de 1676 y finó el 28 de enero de 1733. Casó en Segovia el 2 de mayo de 1703 con Ana González de Bárcena y Romero, natural de esta ciudad, hija de Bernabé González de Bárcena y de Ana Romero Pérez. Testaron de mancomún en Madrid el 28 de enero de 1733 ante Juan Garrido, declarando por hija única a
Josefa Tomasa de Pando y González de Bárcena, que nació en Madrid el 31 de diciembre de 1712, fue bautizada en enero del año siguiente, testó el 17 de diciembre de 1743 ante Diego Alonso Merino, escribano de dicha villa y corte, y falleció el 9 de enero de 1750. En 1732 hizo información genealógica para casar, como queda dicho, con Antonio de Pando y Sabugal, su primo carnal, caballero de Calatrava.[6]
3. Antonio de Pando y Bringas, que sigue.
4. Y María de Pando y Bringas, que nació en 1698 en el barrio de la Lama de la misma parroquia de Ahedo, y falleció en Valmaseda en 1778. Casó en 1722 con Francisco de Quintana y Berichaga, hijo de Francisco de Quintana y Orcasitas y de Ángela de Berichaga y Mollinedo. Con larga sucesión.

El título fue creado en 1746 a favor de
- Antonio de Pando y Bringas (1683-1761), I conde de Villapaterna, caballero de Calatrava, nacido en San Miguel de Ahedo el 23 de mayo de 1683, que fue ministro honorario del Consejo Supremo de Hacienda y de la Real Junta de Abastos.

Hacia 1740 edificó en Paterna el palacio que daría denominación al condado. Y al final de su vida, hacia 1760, edificó otro más suntuoso en el barrio de la Lama de su parroquia natal de Ahedo, con una gran capilla aneja advocada a Nuestra Señora del Rosario, que más tarde fue erigida en ayuda de parroquia de San Miguel de Ahedo y en la que fundó una importante capellanía, dotándola con 400 ducados anuales.
Casó en 1731 con María Petronila Ortiz de Zárate, que le sobrevivió hasta el 1.º de enero de 1762. Pero no tuvieron descendencia.
El I conde de Villapaterna falleció, según Pérez de Azagra, el 13 de febrero de 1761. Le sucedió su sobrino nieto (hijo de Antonio de Pando y Sabugal y de Josefa de Pando y González de Bárcena)
- Francisco de Paula de Pando y Pando (1740-1799), II conde de Villapaterna, que nació el 28 de abril de 1740 en Madrid, donde falleció repentinamente el 1.º de diciembre de 1799.

Casó en Madrid el 25 de septiembre de 1763 con Francisca de Asís de Álava y Dávila, heredera de un grueso mayorazgo con asiento en la ciudad de Ávila, fundado por su antepasado el maestre de campo Sancho Dávila y Daza, el Rayo de la guerra. Nacida en Fuencarral el 2 de octubre de 1738 y fallecida el 11 de diciembre de 1801, fue hija única de Francisco Blas de Álava e Ibarra, caballero de Alcántara (1744), nacido en la ciudad de Vitoria, y de Antonia Dávila y Paz, su mujer, que lo fue en la de Murcia; nieta de Francisco Carlos de Álava y Arista, natural de Vitoria, y de María Josefa de Ibarra, que lo era de Tolosa de Guipúzcoa, y materna de Juan Suárez Dávila y de Andrea Teresa de Paz, naturales respectivamente de Madrid y de Murcia.
En 1800 sucedió su hijo único:
- Carlos Francisco de Paula de Pando y Álava Dávila (1764-1830), III conde de Villapaterna, I marqués de Miraflores, grande de España, señor de Villagarcía, del Pinar de Miraflores y del mayorazgo de Sancho Dávila, regidor perpetuo de Ávila, caballero de Carlos III[9] y maestrante de Granada, mayordomo de semana de los Reyes Carlos III y IV y Fernando VII, que nació en Madrid el 27 de diciembre de 1764 y fue bautizado el 1.º de enero de 1765.

Casó en Madrid el 19 de julio de 1783, a los 19 de edad, con María de la Soledad Fernández de Pinedo y González de Quijano, natural de Madrid, hija de Ventura Antonio Fernández de Pinedo y Velasco, II marqués de Perales del Río, conde de Villanueva de Perales de Milla, caballero de Alcántara, gentilhombre de Cámara de S.M., natural de Sevilla, y de Micaela González de Quijano y Vizarrón, que casaron el 4 de enero de 1750.
Y contrajo segundas nupcias en Madrid el 20 de junio de 1827 con Rita de Zárate y Mequizo, fallecida el 11 de enero de 1833. Sin descendencia de este matrimonio.
De la primera tuvo por hijos a:
1. Francisco de Paula de Pando y Fernández de Pinedo, que combatió en la Guerra de la Independencia y murió mozo en Hellín de las heridas que recibió en la Batalla de Tudela (1808).[10]
2. María de la Concepción de Pando y Fernández de Pinedo, que nació el 13 de diciembre de 1788 y finó el 16 de julio de 1846. Casó el 1.º de octubre de 1806 con José María Messía del Barco y Garro, II duque de Tamames, grande de España, VII marqués de Campollano, hijo de Antonio María Messía y del Barco, VII marqués de Campollano, XXII señor y I duque de Tamames, y de Alfonsa de Garro y Arizcun, hermana del marqués de las Hormazas e hija a su vez de Ambrosio de Garro y Miqueltorena, caballero de Santiago, presidente del Tribunal de la Contaduría Mayor y tesorero del infante Don Luis, natural de Elizondo, y de María Josefa de Arizcun e Irigoyen, de los marqueses de Iturbieta. Con descendencia en que sigue la casa de Tamames.
3. Manuel María de Pando y Fernández de Pinedo, que sigue,
4. María del Pilar de Pando y Fernández de Pinedo, que nació en Madrid el 24 de abril de 1794 y falleció el 22 de mayo de 1852. Casó en Cádiz el 28 de abril de 1813 con Antonio Fernández Durán y Fernández de Pinedo, su primo carnal, marqués de Perales del Río y III de Tolosa, nacido en Aranjuez el 28 de abril de 1781 y fallecido el 21 de julio de 1831, hijo de Miguel Fernández Durán y Pinedo, II marqués de Tolosa, caballero de Calatrava, y de María de la Concepción Fernández de Pinedo y González de Quijano, III marquesa de Perales del Río, condesa de Villanueva de Perales de Milla, hermana mayor y entera de Soledad. Con sucesión en que siguen estos títulos.
5. Y Carlos de Pando y Fernández de Pinedo, que nació el 20 de agosto de 1795 y murió niño el 30 de diciembre de 1807.

En 1830 sucedió su hijo
- Manuel de Pando y Fernández de Pinedo (1792-1872), IV conde de Villapaterna, II marqués de Miraflores, grande de España,[11] presidente del Consejo de Ministros[12] y del Senado,[13] embajador de S.M.C. en París y Londres y ante la Santa Sede, jefe superior de Palacio, caballero del Toisón de Oro,[14] de la Legión de Honor francesa y de la Orden de Cristo portuguesa, maestrante de Valencia y gran cruz de Carlos III,[15] académico de número de la Real de la Historia, que nació en su palacio madrileño el 22 de diciembre de 1792, fue bautizado al día siguiente en la parroquial de San Sebastián,[16] y falleció viudo en Madrid el 20 de febrero de 1872, a los 79 de su edad.

Casó con Real Licencia el 21 de agosto de 1814 en su parroquia natal con María Vicenta Moñino y Pontejos, II condesa de Floridablanca, grande de España, V marquesa de Casa Pontejos y IX condesa de la Ventosa, dama de la Reina Isabel II y de la Orden de María Luisa, presidenta de la Junta de Damas de Honor y Mérito de Madrid. Nació esta señora en Hellín el 24 de abril de 1795 y falleció en Madrid el 14 de febrero de 1867, a los 72 de edad, en el palacio de Miraflores. Era hija de Francisco Moñino y Redondo, embajador de S.M.C. y presidente del Consejo de Indias, caballero gran cruz de Carlos III, hermano e inmediato sucesor del I conde de Floridablanca, y de María Ana de Pontejos y Sandoval, IV marquesa de Casa Pontejos y VIII condesa de la Ventosa, que casaron en 1787 en primeras nupcias de ella. Durante muchos años, y bajo la representación legal de su marido, Vicenta Moñino litigó sobre la incompatibilidad del título de Floridablanca con los mayorazgos de Pontejos y la Ventosa, y finalmente renunció a aquel condado en favor de su sobrino José María de Castillejo y Moñino, que sacó Carta en 1863. Tuvieron por hija única supérstite a
Carlota Ignacia de Pando y Moñino (1815-1890), III marquesa de Miraflores y VI de Casa Pontejos, grande de España, dama de la Reina Isabel II y de la Orden de María Luisa, promotora de numerosas obras de beneficencia. Nació en Madrid el 31 de julio de 1815; fue bautizada en la parroquial de San Sebastián, apadrinada por Carlos de Pando, su abuelo, marqués de Miraflores, y murió el 28 de diciembre de 1890. Casó en su parroquia natal el 26 de marzo de 1832, siendo ambos muy jóvenes, con Manuel de Samaniego y Asprer, IX vizconde de la Armería, agregado a las embajadas de S.M.C. en Inglaterra y Francia, caballero de la Orden de Calatrava y de la Civil Española de San Juan de Jerusalén, nacido el 5 de septiembre de 1813 en Madrid, donde murió el 21 de agosto de 1853. Hijo segundo de Joaquín Félix de Samaniego Urbina Pizarro y Velandia, IV marqués de Valverde de la Sierra, IX de Villabenázar, VII de Caracena del Valle, V de Monte Real y VII de Tejada de San Llorente, II conde de Casa Trejo, VIII vizconde de la Armería, grande de España, consejero de Estado, gentilhombre y mayordomo mayor de los Reyes Fernando VII e Isabel II, académico de las Reales de Ciencias Naturales y de Bellas Artes de San Carlos y San Luis, caballero del Toisón de Oro, gran cruz de Carlos III y maestrante de Valencia, natural de Madrid, y el mayor de los habidos de Narcisa María de Asprer y de la Canal, su segunda mujer, dama de la Reina Isabel II y camarera mayor de la Reina viuda, nacida en Puigcerdá (Gerona). Fueron padres de
1. Honorio de Samaniego y Pando, que sigue, y de
2. Genoveva Narcisa de Samaniego y Pando, V marquesa de Miraflores y VII de Casa Pontejos, dos veces grande de España, X condesa de la Ventosa. Nació el 3 de enero de 1841 en París —donde el marqués de Miraflores, su abuelo materno, era embajador ante el rey Luis Felipe—, y falleció el 21 de enero de 1926. Casó en Madrid el 2 de julio de 1866 con Alonso Tomás Álvarez de Toledo y Silva (1835-1895), X marqués de Martorell, maestrante de Sevilla, nacido en Nápoles el 21 de junio de 1835 y finado el 11 de julio de 1895, hijo segundo de Pedro de Alcántara Álvarez de Toledo y Palafox, XVII duque de Medina Sidonia, XI de Fernandina, XIII marqués de Villafranca del Bierzo, XIII de los Vélez, cuatro veces grande de España, XV marqués de Cazaza en África, XII de Molina, IX de Martorell y VIII de Villanueva de Valdueza y XXV conde de Niebla, que fue embajador en San Petersburgo del Rey carlista Carlos V, y después —pasado al servicio de Isabel II— senador del Reino, ministro de Marina, gentilhombre y caballerizo mayor de la Reina, gran cruz de Carlos III y teniente hermano mayor de la Real Maestranza de Sevilla, y de María del Pilar de Silva Bazán y Téllez-Girón, su mujer, de los marqueses de Santa Cruz. Tuvieron cinco hijos varones.

En 1862 hizo cesión del condado propter nuptias en favor de su nieto primogénito:
- Honorio de Samaniego y Pando (1823-1917), V conde de Villapaterna, IV marqués de Miraflores, grande de España, X vizconde de la Armería. Fue diputado a Cortes,[32] senador por derecho propio,[33] caballero del Toisón de Oro,[34] grandes cruces de Carlos III e Isabel la Católica,[35] y maestrante de Valencia, primer montero del Rey Alfonso XIII[36] y su gentilhombre de Cámara con ejercicio y servidumbre.[37] Nació en su palacio madrileño el 5 de septiembre de 1833; fue bautizado el 8 en San Sebastián, apadrinado por el marqués de Miraflores, su abuelo materno,[38] y falleció el 20 de abril de 1917.

Casó el 23 de marzo de 1862 con Filomena Fernández de Henestrosa y Santisteban, dama de las Reinas Mercedes, Cristina y Victoria Eugenia, y de la Orden de María Luisa, hija de Diego Fernández de Henestrosa y Montenegro, natural de Fuente Obejuna (Córdoba), y de María de los Dolores de Santisteban y Horcasitas, VII marquesa de Villadarias y IV de la Vera, grande de España, VIII condesa de Moriana del Río y VIII princesa de Santo Mauro. No tuvieron descendencia.
En 1917 sucedió su sobrino (hijo de su hermana Genoveva, arriba citada como nieta del IV conde)
- Manuel Álvarez de Toledo y Samaniego (1868-1932), VI conde de Villapaterna, VI marqués de Miraflores y VIII de Casa Pontejos, dos veces grande de España, diplomático, consejero de Estado,[41] presidente de la Cruz Roja Española,[42] secretario de la Diputación de la Grandeza,[43] consejero de la Caja de Ahorros y Monte de Piedad de Madrid,[44] caballero gran cruz de Isabel la Católica[45] y maestrante de Sevilla, gentilhombre de Cámara del Rey Alfonso XIII con ejercicio y servidumbre, jefe de la Casa de los Infantes Doña María Teresa y Don Fernando. Nació en París el 19 de noviembre de 1868 y falleció en San Sebastián (Guipúzcoa) el 29 de julio de 1932, a los 63 de edad.[46]

Casó dos veces: la primera en Pamplona, el 26 de febrero de 1896, con María de la Blanca Mencos y Rebolledo de Palafox, X condesa de Eril y XI de los Arcos, dos veces grande de España, XV marquesa de Navarrés y X de San Felices de Aragón. Nacida el 19 de octubre de 1873, era hija de Joaquín María de Mencos y Ezpeleta, IX conde de Guenduláin y del Vado, grande de España, marqués de la Real Defensa y barón de Bigüezal, caballero de la Orden de Malta, maestrante de Zaragoza y collar de Carlos III, académico de la Real de San Fernando, senador del Reino por derecho propio, gentilhombre de Cámara de S.M. con ejercicio y servidumbre, y de María del Pilar Rebolledo de Palafox y Guzmán, su primera mujer, de los condes de los Arcos y marqueses de Lazán.
Y contrajo segundas nupcias en 1918 con María del Rosario Mencos y Sanjuán, prima carnal de su primera mujer, que estaba viuda de Pedro de León y Manjón, VI marqués del Valle de la Reina. Esta señora fue dama de la Reina Victoria Eugenia y de la Junta de Damas de Honor y Mérito de Madrid. Falleció en Burgos el 24 de octubre de 1934, siendo viuda por segunda vez, y fue enterrada en Hernani. Era hija de Alberto de Mencos y Ezpeleta, VII conde del Fresno de la Fuente, maestrante de Sevilla, hermano del IX conde de Guenduláin, y de María de los Ángeles de Sanjuán y Garvey, de los marqueses de San Juan, que en segundas nupcias casó con el conde de Benamejí y de las Cuevas del Becerro. No tuvieron prole.
Del primer matrimonio nacieron:
1. Alonso Cristiano Álvarez de Toledo y Mencos, IV duque de Zaragoza,[49] VII marqués de Miraflores y IX de Casa Pontejos, XI conde de Eril y XII de los Arcos, cinco veces grande de España,[50] XI marqués de San Felices de Aragón y VIII de Lazán, maestrante de Sevilla, embajador de España de carrera, gentilhombre de Cámara de S.M. con ejercicio y servidumbre. Distribuyó algunos de dichos títulos entre sus hijos, conservando para sí hasta el fin de sus días los de duque de Zaragoza y marqués de Miraflores, ambos con grandeza. Nació el 28 de noviembre de 1896 en Madrid, donde murió el 2 de abril de 1990, y fue enterrado en su panteón del Monasterio de San Isidoro del Campo, en Santiponce (Sevilla).[51] Casó dos veces: primera el 18 de julio de 1921 con Rosalía Blanca Rúspoli y Caro, su prima segunda, nacida en París el 5 de agosto de 1898 y finada en Madrid el 28 de junio de 1926, hija de Carlos Rúspoli y Álvarez de Toledo, III duque de la Alcudia y III de Sueca, XVII conde de Chinchón, tres veces grande de España, y de María del Carmen Caro y Caro, su primera mujer, de los condes de Caltavuturo. Y contrajo segundas nupcias en Madrid el 25 de septiembre de 1935 con María del Rosario Mencos y Armero, su prima segunda y sobrina carnal de su madrastra, nacida en Sevilla el 6 de octubre de 1915 y fallecida en Madrid el 24 de diciembre de 2010, hija de Alberto Mencos y Sanjuán, VIII conde del Fresno de la Fuente, y de María de la Concepción Armero y Castrillo, de los marqueses del Nervión, naturales de Sevilla. Con prole de ambas.
2. María del Pilar Álvarez de Toledo y Mencos, nacida el 25 de marzo de 1898 en Madrid, donde falleció soltera el 24 de septiembre de 1970.
3. Sor María Antonia Álvarez de Toledo y Mencos, religiosa del Sagrado Corazón, nacida en Madrid el 26 de mayo de 1899.
4. Manuel Álvarez de Toledo y Mencos, XVI marqués de Navarrés, maestrante de Sevilla,[52] que nació en Madrid el 26 de junio de 1900 y murió asesinado en Paracuellos de Jarama el 9 de noviembre de 1936. Casó en Bañeras (Tarragona) el 7 de octubre de 1929 con María Inmaculada Morenés y Carvajal, nacida el 7 de junio de 1907 en Madrid, donde finó el 18 de abril de 1943, hija de Ramón María Morenés y García-Alessón, conde del Asalto y de la Peña del Moro, grande de España, barón de las Cuatro Torres, caballero maestrante de Zaragoza y del Cuerpo de la Nobleza de Cataluña, gentilhombre de Cámara de Alfonso XIII con ejercicio y servidumbre, y de María Inmaculada de Carvajal y Hurtado de Mendoza, de los marqueses de Aguilafuente, dama de la Orden de María Luisa y de la citada Real Maestranza. Con sucesión en que sigue el marquesado de Navarrés.
5. Joaquín Álvarez de Toledo y Mencos, XII marqués de Martorell, que nació en San Sebastián (Guipúzcoa) el 10 de julio de 1901 y finó en Madrid el 25 de noviembre de 1991. Casó con María Teresa Merry del Val y García-Zapata, fallecida en Madrid el 5 de febrero de 1996, hija de Pedro Merry del Val y Zulueta, ingeniero que nació en Londres en 1867 y falleció en Tánger en 1958, y de Dolores García Zapata, su mujer. Era sobrina carnal del cardenal Rafael Merry del Val, secretario de Estado de la Santa Sede con el Papa San Pío X, y de Alfonso Merry del Val y Zulueta, I marqués de Merry del Val, embajador de España en Londres, y nieta de otro Rafael Merry del Val, embajador en Bélgica y ante la Santa Sede y ministro plenipotenciario en la corte imperial de Viena, caballero de Malta, en posesión de numerosas condecoraciones y gentilhombre de Cámara de S.M., natural de Sevilla, y de Sofía de Zulueta y Wilcox, que lo era de Londres, de los condes de Torre Díaz. Con prole en que sigue el marquesado de Martorell.
6. Carlos José Mariano del Pilar Ignacio Álvarez de Toledo y Mencos, gemelo del anterior, que murió niño.
7. José Ignacio Álvarez de Toledo y Mencos, que sigue,
8. Luis Álvarez de Toledo y Mencos, que nació el 6 de octubre de 1904 y murió de tierna edad el 19 de agosto de 1910.
9. Genoveva Álvarez de Toledo y Mencos, nacida en San Sebastián el 12 de octubre de 1905, que murió niña el 28 de marzo de 1907.
10. Sor María Teresa Álvarez de Toledo y Mencos, religiosa del Sagrado Corazón, que nació en Madrid el 9 de febrero de 1907 y expiró el 20 de enero de 1992.
11. Lorenzo Álvarez de Toledo y Mencos, general de Caballería,[53] que nació en San Sebastián el 10 de julio de 1908 y murió en 2001. Fue VII marqués de Villabenázar por rehabilitación desde 1983 pero al final de su vida fue desposeído del título en favor de Manuel Vázquez de Parga y Rojí, marqués de Valverde de la Sierra.[54] Casó en Fuenterrabía el 30 de octubre de 1931 con María de Liniers y Pidal, que falleció viuda el 22 de febrero de 2002,[55] hija de Tomás de Liniers y Muguiro, de los condes de Liniers, y de María del Amparo Pidal y Bernaldo de Quirós. Con prole.
12. Enrique Álvarez de Toledo y Mencos, nacido en San Sebastián el 10 de agosto de 1909.
13. Y Francisco Javier Álvarez de Toledo y Mencos, sacerdote y jurista, director espiritual del Colegio Mayor del Salvador en Salamanca, nacido el 3 de abril de 1911 en Madrid, donde murió el 14 de abril de 1994.

En 1927 sucedió su quinto hijo varón:
- José Ignacio Álvarez de Toledo y Mencos (1902-1979), VII conde de Villapaterna, coronel de Infantería, terciario servita, que nació en San Sebastián el 2 de octubre de 1902 y falleció en Málaga el 3 de agosto de 1979.[56]

Casó en Málaga el 10 de noviembre de 1928, en la parroquial de la Santa Cruz y San Felipe Neri, con Julia Gross y Loring, que después de viuda sucedió como V marquesa de Casa Loring. Nació esta señora el 10 de enero de 1908 en Málaga, donde falleció el 13 de marzo de 1994, hija de Ricardo Gross y Orueta y de Julia Loring y Heredia, III marquesa de Casa Loring, naturales de la misma ciudad. Procrearon a
1. José Carlos Álvarez de Toledo y Gross, que sigue,
2. Ricardo Álvarez de Toledo y Gross, que casó dos veces: con María del Carmen Cárceles y Laborde y con Alicia Rohe y Lohmüller. Con prole de la segunda.
3. Julia Álvarez de Toledo y Gross,
4. María del Pilar Álvarez de Toledo y Gross, mujer de Juan Madurga y Cuervas-Mons, hijo de Mariano Madurga y Val y de Lucinda Cuervas-Mons y Perrin de Lahitolle. Con posteridad.
5. María de la Soledad Álvarez de Toledo y Gross, que casó con Hipólito Sanchiz y Núñez-Robres, XVI marqués del Vasto, V de Valderas y XII de La Casta, V conde de Valdemar de Bracamonte, grande de España, caballero de Montesa y maestrante de Sevilla. Con sucesión.
6. Javier Álvarez de Toledo y Gross, marido de Ana López del Arco y Gutiérrez de Anca,
7. y Enrique Álvarez de Toledo y Gross, que casó con Elisabeth Ekström, con hijas.

En 1980 sucedió su hijo
- José Carlos Álvarez de Toledo y Gross (1929-2000), VIII conde de Villapaterna, VI marqués de Casa Loring, que nació en Málaga el 7 de noviembre de 1929 y finó en Madrid el 19 de marzo de 2000.

Casó en Ginebra el 12 de enero de 1961 con Victoria Eugenia Marone-Cinzano y de Borbón, nacida en Turín el 5 de marzo de 1941, hija de Enrique Marone y Cinzano, I conde de Marone-Cinzano, y de la infanta de España María Cristina de Borbón y Battenberg, su segunda mujer, hija a su vez de los Reyes Alfonso XIII y Victoria Eugenia. Tuvieron cuatro hijos:
1. Victoria Eugenia Álvarez de Toledo y Marone-Cinzano, VII marquesa de Casa Loring, nacida en Málaga el 8 de octubre de 1961. Casó en Madrid el 29 de septiembre de 1982 con Alfonso Codorníu y Aguilar, secretario del patronato de Fondena, nacido en Madrid el 24 de abril de 1954, hijo de Ricardo Codorníu y González-Villazón, vocal del mismo patronato, y de Cristina Aguilar y Ortiz; nieto de Joaquín Codorníu y Bosch y de María González Villazón. Tienen por hijos a
  1. Jaime Codorníu y Álvarez de Toledo, nacido en Madrid el 15 de febrero de 1985,
  2. Ana Codorníu y Álvarez de Toledo, nacida en Madrid el 24 de enero de 1987. Casó en Madrid el 12 de septiembre de 2015 con David Rovira y Gurrera.
  3. Y Carla Codorníu y Álvarez de Toledo, nacida en Madrid el 5 de julio de 1990.
2. Francisco de Borja Álvarez de Toledo y Marone-Cinzano, que sigue,
3. Marco Alfonso Álvarez de Toledo y Marone-Cinzano, sacerdote, nacido en Málaga el 23 de enero de 1965,
4. y Gonzalo Álvarez de Toledo y Marone-Cinzano, nacido en Madrid el 1.º de octubre de 1973.

En 2001 sucedió su hijo
- Francisco de Borja Álvarez de Toledo y Marone-Cinzano, IX y actual conde de Villapaterna, nacido en Málaga el 25 de marzo de 1964.

Casó en Waltham (Massachusetts, Estados Unidos) el 25 de julio de 1993 con Jill Schlanger, nacida en Scranton (Pensilvania) el 30 de abril de 1957. Tienen dos hijos:
1. Daniel Álvarez de Toledo y Schlanger, inmediato sucesor, nacido en Madrid el 1.º de junio de 1995,
2. y Jacobo Álvarez de Toledo y Schlanger, nacido en Madrid el 20 de marzo de 1997.